# OR5K4
OR5K4 (англ. Olfactory receptor family 5 subfamily K member 4) – білок, який кодується однойменним геном, розташованим у людей на 3-й хромосомі. Довжина поліпептидного ланцюга білка становить 321 амінокислот, а молекулярна маса — 36 711.
| 10         |  | 20         |  | 30         |  | 40         |  | 50         |
| ---------- |  | ---------- |  | ---------- |  | ---------- |  | ---------- |
| MARENHSLAA |  | EFILIGFTNY |  | PELKTLLFVV |  | FSAIYLVTMV |  | GNLGLVALIY |
| VERRLLTPMY |  | IFLGNLALMD |  | SCCSCAVTPK |  | MLENFFSEDR |  | IISLYECMAQ |
| FYFLCLAETT |  | DCFLLATMAY |  | DRYVAICHPL |  | QYHTMMSKTL |  | CIRMTTGAFK |
| AGNLHSMIHV |  | GLLLRLTFCR |  | SNKIHHFFCD |  | ILPLYRLSCT |  | DPSINELMIY |
| IFSIPIQIFT |  | IATVLISYLC |  | ILLTVFKMKS |  | KEGRGKAFST |  | CASHFLSVSI |
| FYICLLMYIG |  | PSEEGDKDTP |  | VAIFYAIVIP |  | LLNPFIYSLR |  | NKEVINVLKK |
| IMRNYNILKQ |  | TCSIANLFLI |  | Y          |  |            |  |            |

A: Аланін

C: Цистеїн

D: Аспарагінова кислота

E: Глутамінова кислота

F: Фенілаланін

G: Гліцин

H: Гістидин

I: Ізолейцин

K: Лізин

L: Лейцин

M: Метіонін

N: Аспарагін

P: Пролін

Q: Глутамін

R: Аргінін

S: Серин

T: Треонін

V: Валін

Кодований геном білок за функціями належить до рецепторів, g-білокспряжених рецепторів, білків внутрішньоклітинного сигналінгу. 
Локалізований у клітинній мембрані, мембрані.